# 佩尔图瓦地区欧努瓦
佩尔图瓦地区奥尔努瓦（法語：Aulnois-en-Perthois）是法国默兹省的一个市镇，属于巴莱迪克区（Bar-le-Duc）昂塞尔维尔县（Ancerville）。该市镇总面积10.75平方公里，2009年时的人口为475人。

## 人口
佩尔图瓦地区奥尔努瓦人口变化图示